# Attilio Torresani
Attilio Torresani (Quinzano d'Oglio, 13 novembre 1906 – ...) è stato un calciatore e allenatore di calcio italiano, di ruolo difensore.

## Carriera

### Giocatore
Cresciuto nel Brescia, con le rondinelle ha debuttato diciottenne in Prima Divisione a Legnano il 30 novembre 1924 nella gara Legnano-Brescia (0-0).
Ha poi disputato con l'Atalanta una partita del campionato di Prima Divisione il 22 gennaio 1928 a Fiume in Fiumana-Atalanta (2-2), segnando una delle due reti per i nerazzurri lombardi.
Ha giocato la stagione 1930-1931 a Lodi con il Fanfulla e poi con la Clarense, squadra di Chiari.

### Allenatore
Ha iniziato con gli svizzeri del Bellinzona in massima serie, poi a Lugano, Bolzano (dove ha vinto due campionati consecutivi, portando la squadra in Serie C, categoria in cui nella stagione 1960-1961 ha conquistato una tranquilla salvezza), ad Agrigento e ha chiuso ancora a Bolzano, dove nella stagione 1966-1967 ha vinto il campionato di Serie D.

## Palmarès

### Giocatore

#### Competizioni nazionali
- Prima Divisione: 1

Atalanta: 1927-1928
- Seconda Divisione: 1

Clarense: 1929-1930

### Allenatore

#### Competizioni nazionali
- Campionato Interregionale: 2

Bolzano: 1957-1958, 1958-1959
- Serie D: 1

Bolzano: 1966-1967